# HMS Northumberland (1798)
La HMS Northumberland della Royal Navy fu un vascello di terza classe Arrogant di 74 cannoni,  costruita presso i cantieri di Barnard, Deptford, e varata il 2 febbraio 1798. È principalmente nota per aver trasportato Napoleone Bonaparte verso l'isola di Sant'Elena.

## Servizio

### Prime battaglie
La Northumberland partecipò alla battaglia di San Domingo (1806), dove fu danneggiata e subì 21 morti e 74 feriti, le perdite più alte di qualsiasi nave britannica nella battaglia.
Nel 1807 fece parte di uno squadrone sotto il comando del contrammiraglio Alexander Cochrane, che navigava sulla HMS Belleisle. Lo squadrone, che comprendeva Prince George, Canada, Ramillies e Cerberus, catturò Telemaco, Carvalho e Master il 17 aprile 1807.
A seguito della preoccupazione in Gran Bretagna che la Danimarca neutrale stesse stringendo un'alleanza con Napoleone, la Northumberland partecipò alla spedizione per occupare le Indie occidentali danesi. Gli inglesi catturarono St Thomas il 22 dicembre e Santa Cruz il 25 dicembre 1807. I danesi non resistettero e l'invasione fu incruenta.
Il 22 novembre 1810 la Northumberland, mentre era in compagnia dell'HMS Armada, un terzo rango da 74 cannoni, catturò il ketch corsaro francese da 14 cannoni La Glaneuse.

### Napoleone sullaNorthumberland
Ha ricevuto una certa fama quando ha trasportato Napoleone Bonaparte, imperatore dei francesi, in cattività sulla remota isola di Sant'Elena. Napoleone si era arreso al Capitano Frederick Maitland del HMS Bellerophon il 15 luglio 1815 e fu poi trasportato a Plymouth. Napoleone fu trasferito a Tor Bay, nel Devon, dal Bellerophon alla Northumberland per il suo ultimo viaggio a Sant'Elena perché erano state espresse preoccupazioni sull'idoneità della vecchia nave.

### Gli ultimi anni
Condivise con il tenero Seagull i proventi del sequestro di alcuni vetri su Mary, di Londra, il 17 marzo 1817.
La Northumberland fu convertito in una carcassa nel febbraio 1827. Tornò a Deptford per essere smantellata nel 1850.